# 中国人民政治协商会议第七届全国委员会各专门委员会
中国人民政治协商会议第七届全国委员会各专门委员会是中国人民政治协商会议第七届全国委员会设立的专门委员会，组成人员名单由中国人民政治协商会议第七届全国委员会常务委员会会议通过，任期由1988年6月至1993年3月。
1988年6月9日中国人民政治协商会议第七届全国委员会常务委员会第二次会议通过的《中国人民政治协商会议第七届全国委员会专门委员会组织通则》决定，中国人民政治协商会议第七届全国委员会设置14个专门委员会：提案委员会、学习委员会、文史资料委员会、经济委员会、教育文化委员会、科学技术委员会、医卫体委员会、法制委员会、民族委员会、宗教委员会、妇女青年委员会、华侨委员会、祖国统一联谊委员会、外事委员会。同时通过各专门委员会主任、副主任、委员名单。
1989年11月19日中国人民政治协商会议第七届全国委员会常务委员会第八次会议通过部分专门委员会副主任、委员增补名单。
1990年6月30日中国人民政治协商会议第七届全国委员会常务委员会第十一次会议通过部分专门委员会副主任、委员增补调整名单。
1991年6月29日中国人民政治协商会议第七届全国委员会常务委员会第十五次会议通过部分专门委员会副主任、委员增补名单。

## 提案委员会
1988年6月9日通过，组成人员共24名：
- 主任：程思远
- 副主任：彭友今、孙孚凌、郑孝燮、孙承佩、叶笃义、周同善
- 委员（按姓氏笔画排列）：丹彤、冯锦汶、任务之、江家福、吴京、吴武封、吴英辅、沈元、张文松、陈秉权、祝谌予、顾英奇、高占祥、郭履灿、黄甘英（女）、葛志成、覃异之[3]

1989年11月19日增补：
- 副主任：葛志成、沈元
- 委员：李毅、孙轶青、陈绳武、罗哲文、雷天觉[4]

1990年6月30日调整：
- 委员：顾英奇由提案委员会委员调整为医卫体委员会委员
- 委员：黄甘英由提案委员会委员调整为外事委员会委员[5]

## 学习委员会
1988年6月9日通过，组成人员共21名：
- 主任：胡绳
- 副主任：王惠德、张毕来、沈求我、黄大能、韩树英、邢贲思
- 委员（按姓氏笔画排列）：王锐、冯寅、宁光堃、汝信、苏星、巫宝三、吴鑫、吴春选、张纯之、陆榕树、武尽法、金开诚、梅绍武、童大林[3]

## 文史资料委员会
1988年6月9日通过，组成人员共27名：
- 主任：孙晓村
- 副主任：黄森、许宝骙、刘琦、张楚琨、高沂、潘静安、冯和法
- 委员（按姓氏笔画排列）：文强、卢广绵、乔明甫、沈醉、杨伯涛、杜建时、李希泌、张西洛、张永祥、何理良（女）、吴荣、金克木、金冲及、钱椿涛、黄苗子、徐萌山、董益三、程元、蔡端[3]

1989年11月19日增补：
- 委员：赵子立[4]

## 经济委员会
1988年6月9日通过，组成人员共48名：
- 主任：谷牧
- 副主任：孙越崎、李人俊、马仪、韩哲一、千家驹、经叔平、肖鹏、李伯宁
- 委员（按姓氏笔画排列）：丁轸宇、马玉槐、王玉清、王传纶、王兴让、王秉祥、孔筱（女）、田光涛、白纪年、乔培新、刘培植、寿进文、李刚、李开信、李鹗鼎、沈日新、陆钦侃、陈钝、陈明绍、林华、尚明、罗西北、罗涵先、季龙、金熙英、周太和、周化民、赵发生、柏岳、侯学煜、俞恩瀛、姜习、徐驰、郭维城、黄国光、梅行、康永和、黑伯理、谢华[3]

1991年6月29日增补：
- 委员：廉仲、唐仲文、李京文、周光春[6]

## 教育文化委员会
1988年6月9日通过，组成人员共37名：
- 主任：方毅
- 副主任：陆平、陈荒煤、张文寿、安岗、丁石孙、方明
- 委员（按姓氏笔画排列）：丁聪、王益、王于畊（女）、王艮仲、王福重（女）、方掬芬（女）、叶至善、叶君健、白雪石、邬沧萍、刘白羽、孙轶青、杨宪益、吴作人、吴冷西、张志公、张君秋、陈沂、罗哲文、周巍峙、孟雁君（女）、项子明、高锐、高景德、资华筠（女）、黄辛白、曾德林、谢晋、谢雨辰、霍懋征（女）[3]

1990年6月30日增补：
- 副主任：黄辛白
- 委员：王济夫[5]

## 科学技术委员会
1988年6月9日通过，组成人员共30名：
- 主任：钱学森
- 副主任：钱三强、鲍奕珊、严东生、侯祥麟、张维
- 委员（按姓氏笔画排列）：马大猷、王大珩、王守武、王鸿祯、叶大年、叶正大、成思危、刘公诚、池际尚（女）、汤德全、阳含熙、李苏、邹承鲁、陈能宽、赵伟之、荆其诚、洪朝生、翁文波、唐敖庆、黄昆、龚育之、蒋丽金（女）、程裕淇、戴传曾[3]

## 医卫体委员会
1988年6月9日通过，组成人员共32名：
- 主任：钱正英（女）
- 副主任：沈其震、郭子恒、何振梁、王绵之、张惠兰（女）
- 委员（按姓氏笔画排列）：马青山、王夔、王诗恒（女）、田麦久、曲绵域、朱既明、孙衍庆、孙柏秋（女）、李桓英（女）、何观清、宋鸿钊、宋儒耀、张祥、张蓉芳（女）、陈木森、陈坤惕（女）、郑敏之（女）、林佳楣（女）、施奠邦、翁心植、黄健、阎维仁、程莘农、谢荣、路志正、蔡龙云[3]

1990年6月30日增补：
- 委员：严庆汉[5]

1990年6月30日调整：
- 委员：顾英奇由提案委员会委员调整为医卫体委员会委员[5]

1991年6月29日增补：
- 委员：张侃[6]

## 法制委员会
1988年6月9日通过，组成人员共31名：
- 主任：马文瑞
- 副主任：陈宇、林亨元、李文杰、巫昌祯（女）、浦通修
- 委员（按姓氏笔画排列）：王仲方、王定国（女）、王照华、史怀璧、邓季惺（女）、冯梯云、冯锦汶、刘尚之、刘鸣九、孙文芳、李毅、李水清、何载、张洁清（女）、林准、陈卓、孟鞠如、季树农、俞雷、黄凉尘、郭布罗润麒、彭清云、谢飞（女）、谭惕吾（女）、赵理海[3]

1989年11月19日增补：
- 委员：严忠勤、刘家栋、杨纪琬、张力克[4]

1990年6月30日增补：
- 副主任：何载
- 委员：白大华、吴介民、韩凯、谢绍明[5]

## 民族委员会
1988年6月9日通过，组成人员共29名：
- 主任：杨静仁（回族）
- 副主任：司马义·艾买提（维族）、冯元蔚（彝族）、洛布桑（蒙族）、马信（回族）、洛桑赤耐（藏族）
- 委员（按姓氏笔画排列）：刀世勋（傣族）、乌力更（蒙族）、王奇（满族）、韦大卫（壮族）、巴岱（蒙族）、石邦智（苗族）、龙敏（黎族）、生钦·洛桑坚赞（藏族）、兰志流（瑶族）、艾则佐夫·哈斯木（维族）、李振军（苗族）、李瑾（白族）、张澄生（高山族）、金泰甲（朝鲜族）、孟苏荣（女，达斡尔族）、胡赛音·斯牙巴也夫（哈萨克族）、钟毓斌（女，满族）、黄永玉（土家族）、黄语扬（壮族）、陆镇藩（布依族）、郭维藩（哈尼族）、潘李珍（女，仫佬族）、霍达（女，回族）[3]

## 宗教委员会
1988年6月9日通过，组成人员共20名：
- 主任：赵朴初
- 副主任：安士伟、宗怀德、韩文藻、明旸、黎遇航
- 委员（按姓氏笔画排列）：马贤、艾买提·瓦吉地、刘柏年、汤履道、江平、沈遐熙、阿不都拉大毛拉·阿吉、杨高坚、沈德溶、周绍良、罗冠宗、张继禹、策墨林·单增赤列、傅铁山[3]

1991年6月29日增补：
- 副主任：丁光训[6]

## 妇女青年委员会
1988年6月9日通过，组成人员共29名：
- 主任：康克清（女）
- 副主任：罗琼（女）、李源潮、张素我（女）、吴全衡（女）、关涛（女）、洛桑
- 委员（按姓氏笔画排列）：于蓝（女）、王云（女）、王庆淑（女）、卢乐山（女）、刘澈（女）、杜宪（女）、李孝芳（女）、李谷一（女）、杨乐、谷建芬（女）、张光瑛（女）、张希钦、张洁珣（女）、范曾、林娜（女）、赵烽（女）、赵喜明、徐祝庆、黄量（女）、章明（女）、覃志刚、潘复兰（女）[3]

1989年11月19日增补：
- 委员：李大维[4]

## 华侨委员会
1988年6月9日通过，组成人员共26名：
- 主任：卢嘉锡
- 副主任：庄炎林、庄明理、肖岗、许志猛、林水龙
- 委员（按姓氏笔画排列）：王文教、文击、邓景扬、司徒擎、孙瑛、李家明、余燊、余兴远、陈乃昌、陈难先、陈爱莲（女）、罗天婵（女）、郑正仁、赵沨、徐发淦、黄世明、黄锡坚、彭光涵、蔡其巩、戴爱莲（女）[3]

1990年6月30日增补：
- 副主任：彭光涵、马庆雄[5]

## 祖国统一联谊委员会
1988年6月9日通过，组成人员共33名：
- 主任：钱伟长
- 副主任：程思远、杨拯民、曹禺、侯镜如、贾亦斌、万国权、吴克泰
- 委员（按姓氏笔画排列）：王丹凤（女）、冯牧、白介夫、何方、启功、沙里、李定、李世济（女）、肖乾、闵豫、张春男、杨斯德、宋希濂、陈岱孙、陈仲颐、郑洞国、钟师统、顾锦心（女）、郭秀仪（女）、郭平坦、梁黄胄、黄维、黄强辉、蔡其侃、廖秋忠[3]

1990年6月30日增补：
- 委员：王庆淑、叶至善、冯理达、朱作霖、郑鸿业、经叔平、赵玉芬、谢雨辰、熊向晖、潘渊静[5]

## 外事委员会
1988年6月9日通过，组成人员共30名：
- 主任：周培源
- 副主任：韩克华、柴泽民、李赣骝、刘希文
- 委员（按姓氏笔画排列）：丁国钰、丁雪松（女）、王光美（女）、王阑西、申健、朱扶、朱绍文、刘春、余湛、李克、李则望、李铁铮、宋德敏、张芝联、张明养、郁文（女）、胡有萼、宫达非、姚仲明、徐葵、陶汉章、曹克强、龚普生（女）、康岱沙（女）、鲜恒[3]

1990年6月30日增补：
- 委员：孙平化[5]

1990年6月30日调整：
- 委员：黄甘英由提案委员会委员调整为外事委员会委员[5]